# Peziza badia
Peziza badia là một loài nấm thuộc họ Pezizaceae. Đây là một trong những loài quen thuộc của nấm tách châu Âu, xuất hiện với tai nấm màu nâu sẫm không đều có đường kính lên đến 8 cm, thường là trong các nhóm nhỏ, trên đất trong rừng cây gỗ.